# Toulaví zpěváci
Toulaví zpěváci jsou třináctou deskou s písněmi divadla Semafor a zároveň třetím profilovým albem zpěváka Jiřího Suchého. Většinu melodií složil Jiří Šlitr. LP pro své členy v roce 1969 připravil Klub spřízněných duší při divadle Semafor (též známý jako Jonáš klub) a vyrobila jej společnost Supraphon pod katalogovým číslem 0 19 9891. Album obsahuje i starší nahrávku písně "Hamlet", vůbec první skladbu, kterou spolu složil autorský tým Suchý a Šlitr v roce 1957.

## Okolnosti vzniku alba
Album se začalo rodit 10. dubna 1968, kdy v časopise Jonáš vyšla zpráva o možnosti vydat vlastní klubovou LP desku. Posléze byla pojata jako oslava desetiletého trvání Semaforu. "Měli jsme poslední dobou pocit, že ne všechny písničky, které v Semaforu za deset let vznikly a které by nepochybně stály za nahrání, nahrány byly. Takových písniček nám potom bylo líto a začali jsme uvažovat o tom, jak je zachránit," napsali autoři sestavy na obal desky. Během dalších měsíců se ustálila podoba alba. Skladby nebyly nově natáčeny, jednalo se o kompilaci starších nahrávek z osobního archivu Jiřího Suchého, buď byly pořízené v divadle nebo pro Československý rozhlas. Dvě nahrávky písní "Pampeliška" a "Na vrata přibili můj stín" pocházely z televizního programu "Květiny básně zdobí přítomnost" (1965).
Nejvíce melodií pocházelo ze hry Benefice ("Píseň Hamleta o hvězdách", "Máme rádi zvířata", "Pampeliška", "Na rezavým dvojplošníku" a "Sádlo na chleba"), autoři sestavy ale zařadili i dosud nevydané písně z her Člověk z půdy ("Můra šedivá"), Papírové blues ("Střevlík"), Zuzana je sama doma ("Magdalena"), Šest žen ("Láska se nevyhne králi"), Recital 64 ("Modrá nálada"), Zuzana je všude jako doma ("Na vrata přibili můj stín") a několik písní ještě z před-semaforské éry ("Věštkyně", "Potkala ryba papouška" a zmíněný "Hamlet"). Známá skladba S+Š "Toulaví zpěváci", podle níž bylo album pojmenováno, na něj zařazena nebyla.

## Vydání alba
Ačkoliv měla deska vyjít v roce 1969, jak je uvedeno na přebalu i etiketě, její výroba se protahovala a k zájemcům se dostala až počátkem roku 1970. Vyšla v limitované edici tisícovky kusů, které měly na etiketě ručně psaná pořadová čísla každého exempláře. Obal LP navrhla výtvarnice Běla Suchá, manželka Jiřího Suchého. Ten zde byl zachycen se zpěvačkami Semaforu Zuzanou Burianovou a Lenkou Hartlovou na snímku stylizovaném do děje hry Benefice. Na zadní straně byli vyfotografováni i hudebníci z divadla Ferdinand Havlík a Eugen Jegorov. Reedice alba Toulaví zpěváci zůstávala dlouhá léta nedostupná, vyšla až na supraphonském CD boxu "Semafor - léta šedesátá" v roce 2011.

## Seznam skladeb
| Strana 1 | Strana 1                  | Strana 1               | Strana 1                   | Strana 1 |
| Pořadí   | Název                     | Autor                  | Zpěv                       | Délka    |
| -------- | ------------------------- | ---------------------- | -------------------------- | -------- |
| 1.       | Píseň Hamleta o hvězdách  | Jiří Šlitr, Jiří Suchý | Jiří Suchý                 | 3:45     |
| 2.       | Hamlet                    | Jiří Šlitr, Jiří Suchý | Jiří Suchý                 | 1:34     |
| 3.       | Na vrata přibili můj stín | Jiří Šlitr, Jiří Suchý | Jiří Suchý                 | 3:00     |
| 4.       | Máme rádi zvířata         | Jiří Šlitr, Jiří Suchý | Jiří Suchý, Lenka Hartlová | 1:36     |
| 5.       | Láska se nevyhne králi    | Jiří Šlitr, Jiří Suchý | Jiří Suchý                 | 2:19     |
| 6.       | Můra šedivá               | Jiří Šlitr, Jiří Suchý | Jiří Suchý                 | 1:48     |
| 7.       | Pampeliška                | Jiří Šlitr, Jiří Suchý | Jiří Suchý                 | 2:24     |

| Strana 2 | Strana 2                                  | Strana 2                                                | Strana 2                     | Strana 2 |
| Pořadí   | Název                                     | Autor                                                   | Zpěv                         | Délka    |
| -------- | ----------------------------------------- | ------------------------------------------------------- | ---------------------------- | -------- |
| 8.       | Sádlo na chleba                           | Jiří Šlitr, Jiří Suchý                                  | Jiří Suchý, Zuzana Burianová | 2:32     |
| 9.       | Věštkyně (In a Shanty in Old Shanty Town) | Ira Schuster, Jack Little, Joe Young, Jiří Suchý        | Jiří Suchý                   | 2:12     |
| 10.      | Střevlík                                  | Vladimír Vodička, Jiří Suchý                            | Jiří Suchý                   | 2:15     |
| 11.      | Modrá nálada (Mood Indigo)                | Duke Ellington, Barney Bigard, Irving Mills, Jiří Suchý | Jiří Suchý                   | 3:06     |
| 12.      | Magdalena (Pretty Baby)                   | Gus Kahn, Egbert van Alstyne, Tony Jackson, Jiří Suchý  | Jiří Suchý                   | 2:01     |
| 13.      | Na rezavým dvojplošníku                   | Jiří Šlitr, Jiří Suchý                                  | Jiří Suchý, Lenka Hartlová   | 2:29     |
| 14.      | Potkala ryba papouška (Ricochet)          | Larry Coleman, Joe Darion, Norman Gimbel, Jiří Suchý    | Jiří Suchý                   | 2:15     |

## Hudební doprovod
- Skupina Milana Dvořáka (1, 13)
- Skupina Jiřího Šlitra (2, 5, 6)
- Ferdinand Havlík se svým orchestrem (3, 4, 7, 8)
- Skupina Jiřího Bažanta (9-12, 14)
- Vokální sbor (7)